# Flatulència vaginal
La flatulència vaginal o pet vaginal (nom medicinal garrulitas vaginae o flatus vulvae) és una emissió d'aire de la vagina. Es pot produir durant o després d'un coit o un altre tipus d'activitat sexual, o durant l'estirament o altre tipus d'exercici físic.
Produeix un so comparable a la flatulència anal. Com a conseqüència de no contenir cap gas de residu de l'aparell digestiu, generalment no té una olor específica.